# Distrito de Vilca

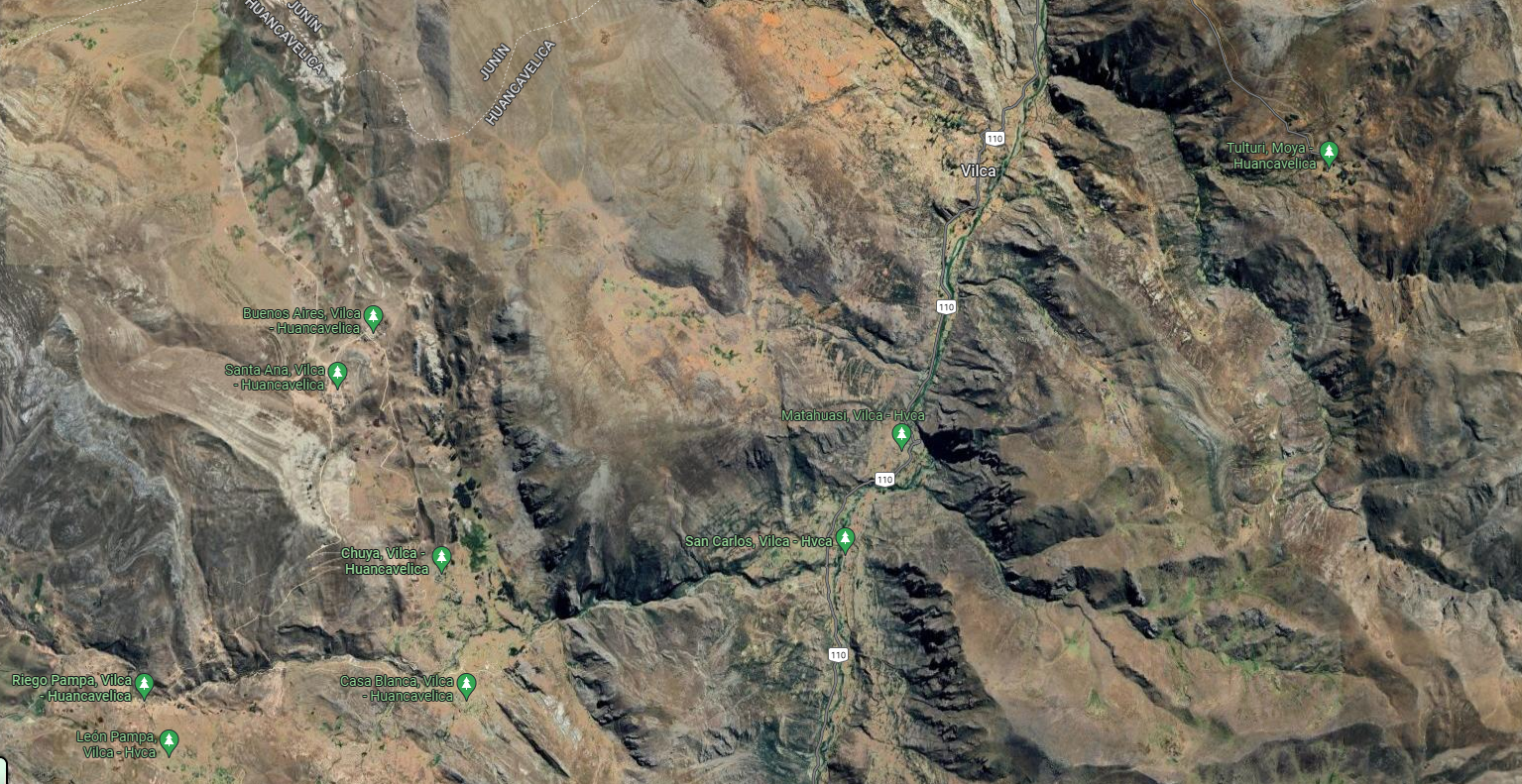
Distrito de Vilca - Huancavelica

El Distrito de Vilca es uno de los diecinueve distritos de la Provincia de Huancavelica, ubicada en el Departamento de Huancavelica, bajo la administración del Gobierno Regional de Huancavelica, en la zona de los andes centrales del Perú.  Limita por el norte con el Distrito de Huayllahuara; por el este con los distritos de Moya y Manta; por el oeste con la Provincia de Huancayo; y, por el sur con el Distrito de Acobambilla.
Desde el punto de vista jerárquico de la Iglesia católica, forma parte de la diócesis de Huancavelica.

## Historia
Vilca es un distrito de la ciudad de Huancavelica que fue fundada el 4 de agosto de 1570 por el virrey Francisco Álvarez de Toledo, recibió el nombre de Villarrica de Oropesa.
El distrito fue creado mediante Ley Regional N.º 358 del 15 de septiembre de 1920, en el gobierno del Presidente Augusto Leguía.

## Geografía
El distrito de Vilca cubre una superficie  aproximada de 317,76 km².

## Capital
Vilca es un distrito en la Provincia de Huancavelica, situada a 3 275 m de altitud, en la falda norte del cerro Huamanrazo (5 278 m) a 157,6 km del distrito de Huancavelica. Los ríos Pachachaca y Ichu recorren el término municipal antes de unirse al Mantaro. Coordenadas Longitud oeste: 75°10′24″(O) Latitud sur: 12° 28' 28(S). Ubigeo: 090113.
El distrito de  Vilca cuenta con los siguientes caseríos, centros poblados, anexos y comunidades campesinas:
- Anexos:  Comunidades Campesinas.
  - Coricocha - Creada por RS s/n del 28 de enero de 1938.
  - Chuya - Creada por RS s/n del 18 de mayo de 1938.
  - Huancallpi - Creada por RS s/n del 18 de mayo de 1938.
  - Vilca - Creada por RS s/n del 16 de junio de 1938.
- Caseríos: Buenos Aires, Casshapata, Campo Alegre, Casablanca, Chuyahuasi, Dos de Mayo, Huichama, La Libertad, León Pampa, Llama Gollana, Matahuasi, Nuñungayo, Patahuasi, Santa Ana, Siberia, Wactawasi, Riego Pampa, San Carlos, Shalcahuara, Antaccasa ,Chuchumarca, Orcohuasi, Patarcancha, Pianaccasa, Puca Orco, Sallapuro, Soraccocha

## Centros educativos
Centros educativos de nivel inicial
Los centros educativos de nivel inicial dentro del territorio del municipio de Vilca se encuentran lo siguiente: N°122, N°136, N°164, N°201, N°389, N°517, N°518, N°622.  
Centros educativos de nivel primaria:
Además, en ámbito del municipio de Vilca, existe catorce centros educativos de nivel primaria, que a continuación se mencionan: N.º 36556, N°36058, N°36059, N°36060, N°36139, N°36141, N°36144, N°36145, N°36146, N°36148, N°36306, N°36387 y  N°36396.
Centros educativos de nivel secundaria
De la misma forma, existen tres centros educativos estatales de nivel secundario que se mencionan, el primero el colegio San Juan Bautista de Vilca, el segundo el colegio Julio C. Tello Rojas de Chuya y el tercero el colegio José Carlos Mariátegui de Huancalpi, además un centro de Educación Ocupacional Estatal y el CEO número 34009

## Economía
La economía de los pobladores está basada en la ganadería, en la agricultura, que en su mayoría es de subsistencia, que cubre escasamente los gestos de la canasta básica de la familia, debido a que estas actividades en su mayoría son desarrolladas mediante prácticas tradicionales; sin embargo, en los últimos años una de las alternativas de la economía es el turismo ya que el territorio, cuenta con un paisaje muy prodigiosa muy propio de valles interandinos de montañas y un río único de color turquesa que es una oportunidad importante para mejorar la economía de los pobladores.

## Autoridades

### Municipales
- 2011 - 2014[4]
  - Alcalde: Walter Felimón Villazana Egas, Movimiento independiente Trabajando Para Todos (TPT).
  - Regidores:  Raúl Álvarez Coronel (TPT), Etzon Marx Rico Ríos (TPT), Abelino Chanca Chamorro (TPT), María Luz Surichaqui Capcha (TPT), Ubaldo Félix Quispe Surichaqui (Ayni).[5]
- 2007 - 2010
  - Alcalde: Eugenio Surichaqui Lazo, Proyecto Integracionista de Comunidades Organizadas.
  - Regidores:

### Policiales
- Comisario:  PNP.

### Religiosas
- Diócesis de Huancavelica[6]
  - Obispo de Huancavelica: Monseñor Isidro Barrio Barrio.[7]
- Parroquia
  - Párroco: Pbro.  .

## Festividades
- febrero/marzo: Carnavale
- 24 de junio: San Juan Bautista
- 8 de diciembre: Virgen Inmaculada
- 24 de julio: Santiago Apóstol
- 25 de diciembre: Navidad
- ( 6 de junio aniversario del distrito del mismo nombre

## Atractivos turísticos
- Aguas Termales Ayhuicha y Llacta Ccolloy - Sitio natural.
- Ruinas de Ranra Ranra, Plana y Uchupampa - Restos Arqueológicos.
- Complejo Pre-Agrícola Huaraccomachay.